# Жабрев, Валентин Александрович
Валенти́н Алекса́ндрович Жа́брев (23 августа 1939, Ленинград — 27 ноября 2016) — советский и российский учёный-химик, член-корреспондент РАН.

## Биография
Окончил химический факультет ЛГУ (1961).
С 1 сентября 1961 г. и до последних дней работал в Институте химии силикатов АН СССР (РАН), с 1998 года заместитель директора по научной работе.
Научные интересы:
- Кинетика межфазных взаимодействий
- Описание диффузионных процессов с точки зрения сопряжения и переключения потоков
- Синтез наноразмерных частиц и нанокомпозитов

Доктор химических наук (1990). В мае 2006 года избран членом-корреспондентом РАН, член Отделения химии и наук о материалах (секция наук о материалах).
Председатель национальной комиссии по стеклу, вице-президент Российского керамического общества, руководитель секции температуроустойчивых покрытий Научного совета РАН по керамическим и другим не металлическим материалам, член редколлегии журнала «Физика и химия стекла».
Автор монографий и учебных пособий:
- «Диффузионные процессы в стеклах и стеклообразующих расплавах»,
- «Золь-гель технология», «Введение в нанотехнологию»,
- «Физические основы микроэлектроники».